# Emilio Heydrich

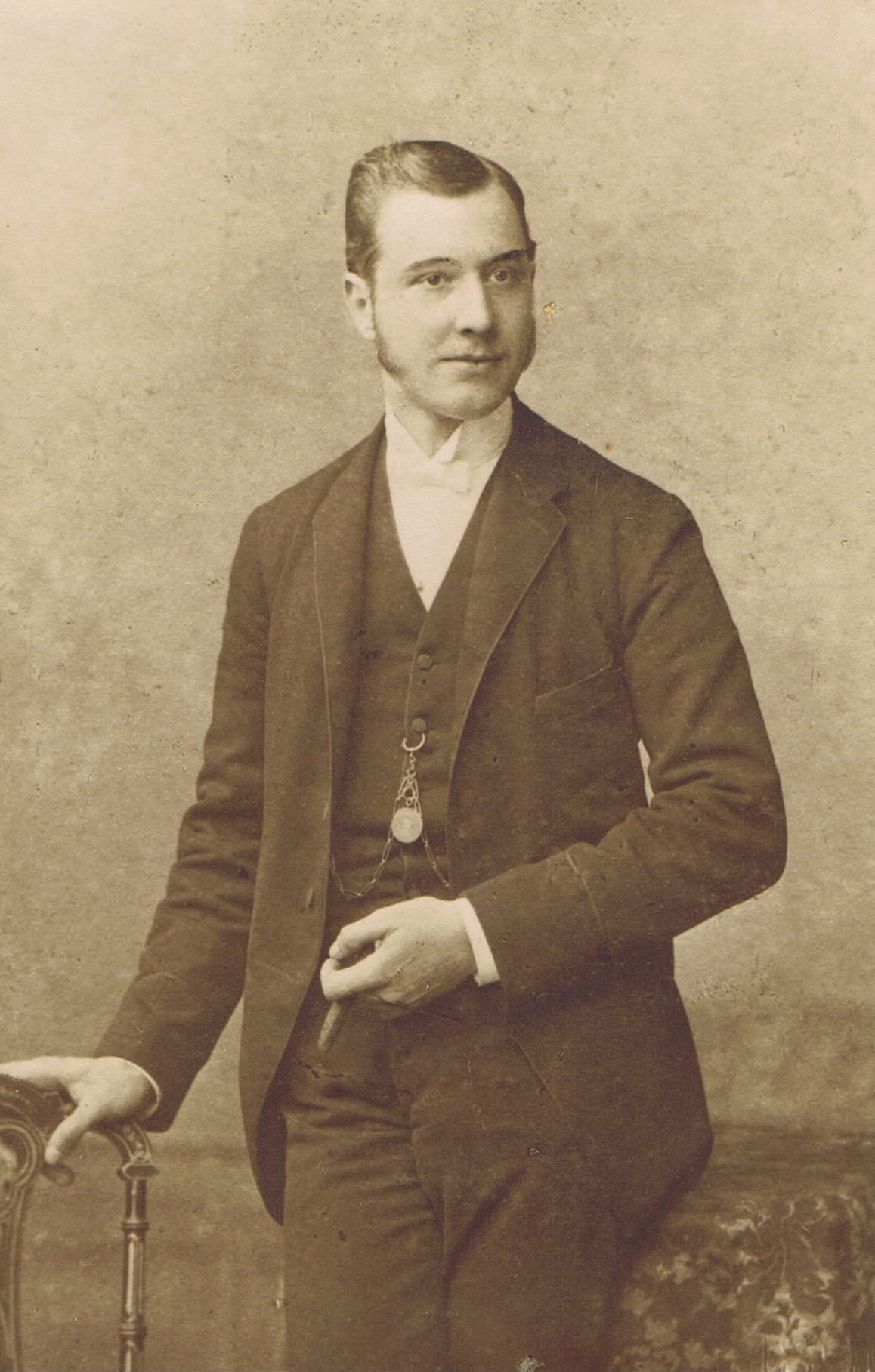
Emilio Heydrich

Emilio Heydrich y Martínez (* 1861 in Matanzas, Kuba; † 1947 in Lloret de Mar), Sohn von Ferdinand Heydrich Klein und María-Candelaria Martínez y Valdés, war ein deutsch-kubanischer Großgrundbesitzer und Unternehmer des 19. Jahrhunderts, welcher architektonisch bedeutende Gebäude hinterließ. In Kuba aufgewachsen ließ er sich 1902 in Barcelona nieder. Emilio Heydrich war verheiratet mit Antonia Cubero y Casals und Maria Dejean Caivarac. Seine Tochter aus erster Ehe Aida Ambrosia war verheiratet mit Bankier Theodore Garbade und lebte in Kuba, USA und Spanien. Seine Kinder Fernando und Amalia Heydrich Dejean lebten in Barcelona.

## Industrie
1923 gründete er die Firma Colores Hispania SA für den Kauf und Verkauf von Farbprodukten. Ab 1927 begann er die Produktion seiner eigenen Farben und Erzeugnissen der Chemie, wofür er seine eigene Fabrik mit neuen Fabrikhallen im Arbeiterquartier, Poblenou in Barcelona erstellte.
Obwohl seine Firma während des Spanischen Bürgerkrieges von seinen Arbeitern konfisziert wurde, hegte er keine Vergeltung nach dem Gewinn des neuen Regimes und führte die Firma mit denselben Angestellten bis zu seinem Tode 1947 weiter. Nach deren Verkauf bestand die Firma noch bis ins Jahr 2000.
Das Fabrikgelände mit den historischen Fassaden wurde 1960 von der Textilfirma Miro gekauft.

## Historische Gebäude
Seine Fabrik in der Calle Pere lV, Nummer 482, in Poblenou, Barcelona ist ein Stück Zeitzeuge des frühen 20. Jahrhunderts im Bereich der Industrie. Der Architekt Josep Graner gab sich die Aufgabe, der Fassade einen besonders würdigen Charakter zu geben. Sie besteht noch heute und ist als historische Sehenswürdigkeit deklariert.

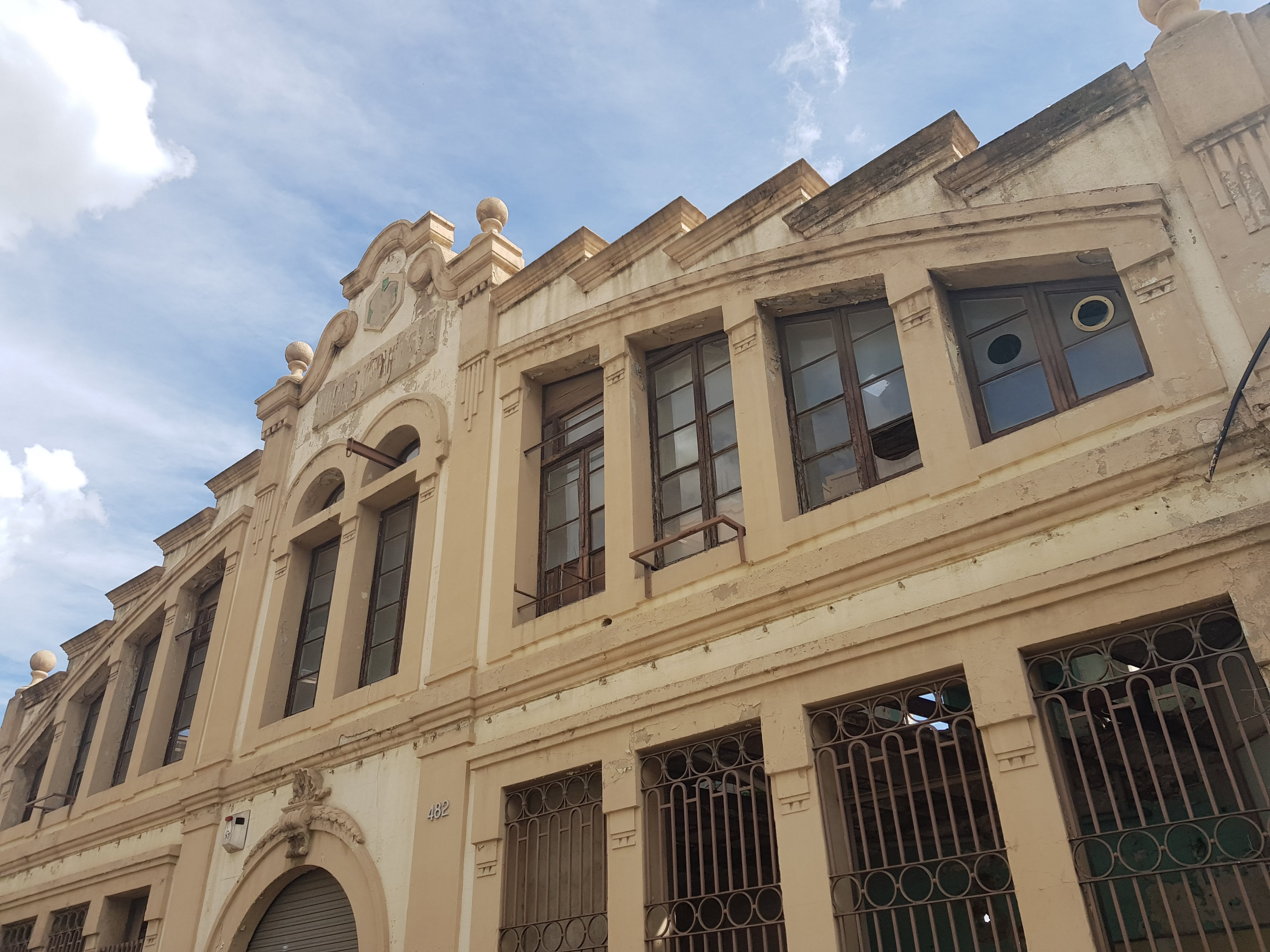
Fabrik in Poblenou

Den Wohnsitz hatte Heydrich y Martínez in der Calle Iradier 9–11, im Quartier Sarrià-Sant Gervasi, Barcelona. Es handelt sich hier um eines der ersten Gebäudes des Architekten Joaquim Lloret i Homs, der auch das rationalistische Geschäftshauses der Klinik Barraquer in Barcelona erbaute (1934–1939). Heydrichs Haus ist jedoch ein klassizistischer Palast mit dem Namen Torre de San Fernando. Nach seinem Tode wurde das Gebäude von seinen Enkeln Bernhard und Robert D.Garbade an die Stadt verkauft, es beherbergt heute die Comisaria de los Mossos de Escuadra, eine Polizeidienststelle.
In Lloret de Mar ließ er 1921 La Casa Heydrich erbauen. Im Stile der Indianos erstellte der Architekt José Gallart ein kubusförmiges Einfamilienhaus, das bis 2006 im Besitz der Familie blieb. Sein letzter Besitzer war Heydrichs Großenkel, der Kunstmaler Daniel Garbade.
1977 wegen strukturellen Probleme restauriert, ist es heute ein Appartementgebäude.
Emilio Heydrich starb in Lloret de Mar 1947, wo er im Modernistischen Friedhof begraben ist.

## Literatur

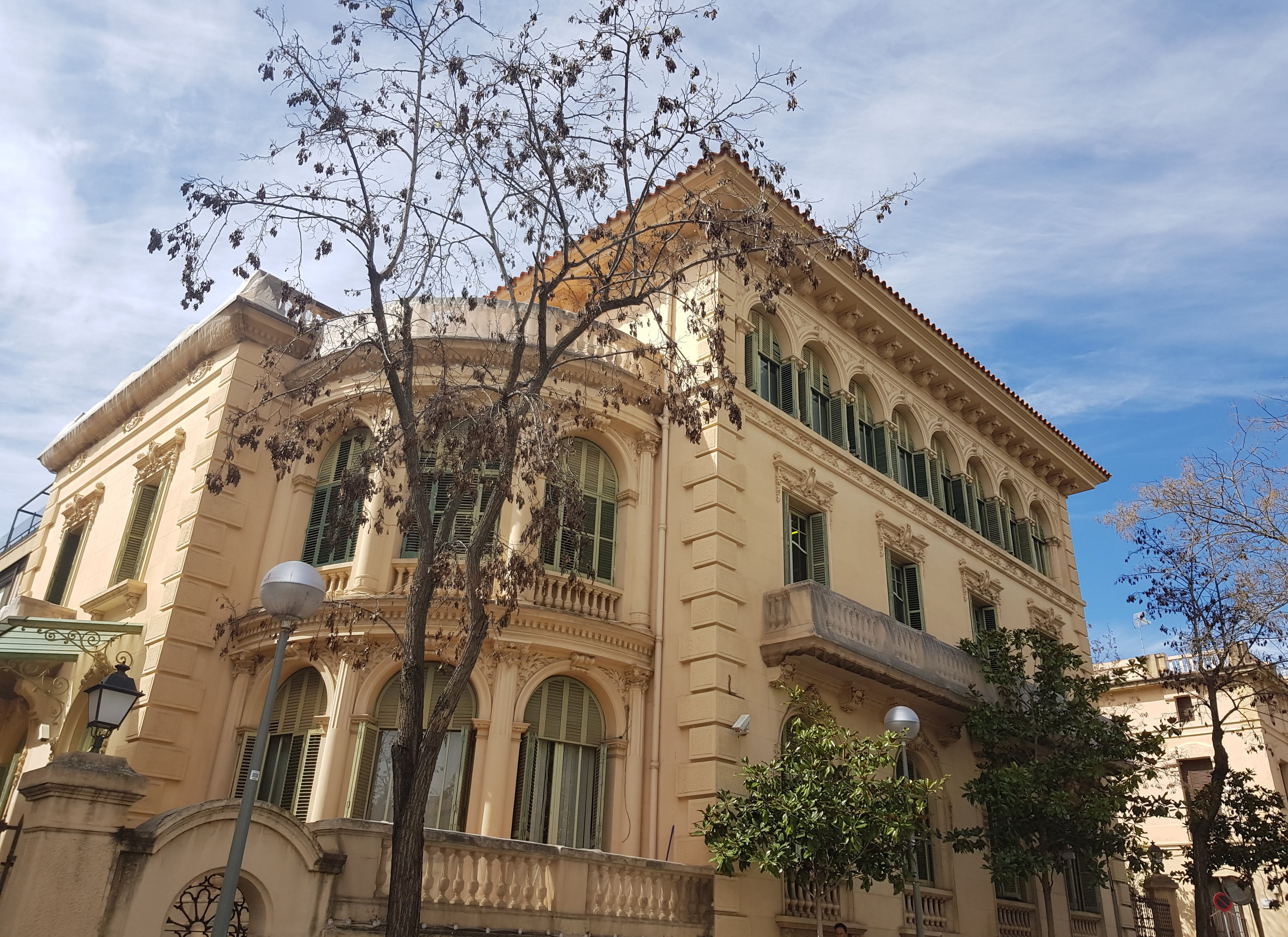
Torre San Fernando, des Architekten Joaquim Lloret i Homs